# Nelson Carrero
Nelson José Carrero Hera (Caracas, 3 febbraio 1958) è un ex calciatore venezuelano, di ruolo centrocampista.

## Carriera

### Club
Ha sempre giocato nel campionato venezuelano.

### Nazionale
Con la maglia della Nazionale ha preso parte a due edizioni della Copa América, venendo eliminato in entrambe le occasioni al primo turno.
Vestendo la casacca della selezione olimpica ha partecipato ai Giochi del 1980.